# Toxorhina
Toxorhina is een muggengeslacht uit de familie van de steltmuggen (Limoniidae).

## Soorten

### OndergeslachtCeratocheilus
- T. (Ceratocheilus) alexanderi Tjeder, 1981
- T. (Ceratocheilus) americana (Alexander, 1913)
- T. (Ceratocheilus) approximata Alexander, 1951
- T. (Ceratocheilus) atritarsis Alexander, 1943
- T. (Ceratocheilus) australasiae (Alexander, 1922)
- T. (Ceratocheilus) biroi Alexander, 1934
- T. (Ceratocheilus) bispinosa Alexander, 1965
- T. (Ceratocheilus) bistyla Alexander, 1967
- T. (Ceratocheilus) brachymera Alexander, 1956
- T. (Ceratocheilus) brevifrons (Brunetti, 1918)
- T. (Ceratocheilus) brevisector Alexander, 1974
- T. (Ceratocheilus) caledonica Alexander, 1948
- T. (Ceratocheilus) capnitis Alexander, 1956
- T. (Ceratocheilus) claripennis Alexander, 1958
- T. (Ceratocheilus) cocottensis Alexander, 1956
- T. (Ceratocheilus) contractifrons (Edwards, 1933)
- T. (Ceratocheilus) cornigera (Speiser, 1908)
- T. (Ceratocheilus) chiapasensis Alexander, 1938
- T. (Ceratocheilus) danieleae Alexander, 1979
- T. (Ceratocheilus) drysdalei Alexander, 1937
- T. (Ceratocheilus) edwardsi (Alexander, 1920)
- T. (Ceratocheilus) flavicostata Alexander, 1954
- T. (Ceratocheilus) flavirostris (Alexander, 1920)
- T. (Ceratocheilus) formosensis (Alexander, 1928)
- T. (Ceratocheilus) fulvicolor Alexander, 1967
- T. (Ceratocheilus) fumipennis Alexander, 1936
- T. (Ceratocheilus) fuscolimbata Alexander, 1967
- T. (Ceratocheilus) gilesi (Edwards, 1911)
- T. (Ceratocheilus) gressitti Alexander, 1962
- T. (Ceratocheilus) growea Theischinger, 1994
- T. (Ceratocheilus) hoogstraali Alexander, 1948
- T. (Ceratocheilus) imperatrix Alexander, 1948
- T. (Ceratocheilus) infuscula Alexander, 1962
- T. (Ceratocheilus) inobsepta Alexander, 1978
- T. (Ceratocheilus) juvenca Alexander, 1948
- T. (Ceratocheilus) kokodae Alexander, 1951
- T. (Ceratocheilus) latifrons (Brunetti, 1918)
- T. (Ceratocheilus) leucomelanopus (Enderlein, 1912)
- T. (Ceratocheilus) leucostena Alexander, 1937
- T. (Ceratocheilus) levis (Hutton, 1900)
- T. (Ceratocheilus) luteibasis Alexander, 1962
- T. (Ceratocheilus) lyrata Alexander, 1972
- T. (Ceratocheilus) maculipennis Alexander, 1936
- T. (Ceratocheilus) majus (Edwards, 1926)
- T. (Ceratocheilus) melanomera Alexander, 1962
- T. (Ceratocheilus) mesorhyncha Alexander, 1936
- T. (Ceratocheilus) monostyla Alexander, 1962
- T. (Ceratocheilus) nasus Theischinger, 1994
- T. (Ceratocheilus) nigripleura (Alexander, 1920)
- T. (Ceratocheilus) nigropolita Alexander, 1956
- T. (Ceratocheilus) nimbipleura Alexander, 1963
- T. (Ceratocheilus) niveitarsis (Alexander, 1922)
- T. (Ceratocheilus) nympha Alexander, 1961
- T. (Ceratocheilus) ochracea (Edwards, 1923)
- T. (Ceratocheilus) phaeoneura Alexander, 1960
- T. (Ceratocheilus) pictipennis Alexander, 1972
- T. (Ceratocheilus) pollex Alexander, 1956
- T. (Ceratocheilus) prolongata Alexander, 1938
- T. (Ceratocheilus) revulsa Alexander, 1955
- T. (Ceratocheilus) romblonensis Alexander, 1929
- T. (Ceratocheilus) scimitar Alexander, 1956
- T. (Ceratocheilus) seychellarum (Edwards, 1912)
- T. (Ceratocheilus) simplicistyla Alexander, 1967
- T. (Ceratocheilus) streptotrichia Alexander, 1962
- T. (Ceratocheilus) superstes Alexander, 1942
- T. (Ceratocheilus) taiwanicola (Alexander, 1923)
- T. (Ceratocheilus) tasmaniensis (Alexander, 1926)
- T. (Ceratocheilus) tenebrica Alexander, 1961
- T. (Ceratocheilus) tinctipennis (Alexander, 1930)
- T. (Ceratocheilus) toxopeana Alexander, 1961
- T. (Ceratocheilus) trichopyga Alexander, 1962
- T. (Ceratocheilus) tuberifera Alexander, 1966
- T. (Ceratocheilus) vulsa Alexander, 1952
- T. (Ceratocheilus) westralis Theischinger, 1994
- T. (Ceratocheilus) yamma Theischinger, 2000

### OndergeslachtEutoxorhina
- T. (Eutoxorhina) ammoula Theischinger, 1994
- T. (Eutoxorhina) parasimplex Hynes, 1988
- T. (Eutoxorhina) simplex Alexander, 1934

### OndergeslachtToxorhina
- T. (Toxorhina) acanthobasis Alexander, 1960
- T. (Toxorhina) angustilinea Alexander, 1930
- T. (Toxorhina) atripes Alexander, 1922
- T. (Toxorhina) basalis Alexander, 1951
- T. (Toxorhina) basiseta Alexander, 1978
- T. (Toxorhina) biceps Alexander, 1931
- T. (Toxorhina) brevirama Alexander, 1953
- T. (Toxorhina) brevistyla Alexander, 1965
- T. (Toxorhina) brunniventris Edwards, 1931
- T. (Toxorhina) carunculata Alexander, 1970
- T. (Toxorhina) centralis (Alexander, 1913)
- T. (Toxorhina) cisatlantica Speiser, 1908
- T. (Toxorhina) curtipennis Alexander, 1975
- T. (Toxorhina) curvata Alexander, 1938
- T. (Toxorhina) cuthbertsoni Alexander, 1937
- T. (Toxorhina) dendroidea Alexander, 1931
- T. (Toxorhina) digitifera Alexander, 1964
- T. (Toxorhina) distalis Alexander, 1936
- T. (Toxorhina) domingensis Alexander, 1937
- T. (Toxorhina) duyagi Alexander, 1930
- T. (Toxorhina) fasciata Edwards, 1926
- T. (Toxorhina) flavida (Alexander, 1913)
- T. (Toxorhina) fragilis Loew, 1851
- T. (Toxorhina) grahami (Wesche, 1910)
- T. (Toxorhina) grossa Alexander, 1956
- T. (Toxorhina) incerta Brunetti, 1912
- T. (Toxorhina) infumata Edwards, 1928
- T. (Toxorhina) infumipennis Alexander, 1942
- T. (Toxorhina) jamaicensis Alexander, 1964
- T. (Toxorhina) latamera Alexander, 1968
- T. (Toxorhina) longicollis Pierre, 1924
- T. (Toxorhina) magna Osten Sacken, 1865
- T. (Toxorhina) mashona Alexander, 1959
- T. (Toxorhina) megatricha Alexander, 1961
- T. (Toxorhina) mendosa Alexander, 1935
- T. (Toxorhina) meridionalis (Alexander, 1913)
- T. (Toxorhina) montina Alexander, 1931
- T. (Toxorhina) muliebris Osten Sacken, 1865
- T. (Toxorhina) nigrivena Alexander, 1939
- T. (Toxorhina) noeliana Alexander, 1956
- T. (Toxorhina) occlusa Edwards, 1928
- T. (Toxorhina) ochreata Edwards, 1931
- T. (Toxorhina) pergracilis Alexander, 1944
- T. (Toxorhina) perproducta Alexander, 1956
- T. (Toxorhina) phoracaena Alexander, 1966
- T. (Toxorhina) polycantha Alexander, 1940
- T. (Toxorhina) polytricha Alexander, 1970
- T. (Toxorhina) producta Edwards, 1928
- T. (Toxorhina) protrusa Alexander, 1962
- T. (Toxorhina) pulvinaria Alexander, 1950
- T. (Toxorhina) scapania Alexander, 1966
- T. (Toxorhina) scita Alexander, 1962
- T. (Toxorhina) serpens Alexander, 1951
- T. (Toxorhina) sparsiseta Alexander, 1962
- T. (Toxorhina) staplesi Alexander, 1973
- T. (Toxorhina) stenomera Alexander, 1972
- T. (Toxorhina) stenophallus Alexander, 1937
- T. (Toxorhina) subfragilis Alexander, 1970
- T. (Toxorhina) suttoni Alexander, 1936
- T. (Toxorhina) taeniomera Alexander, 1950
- T. (Toxorhina) tonkouiana Alexander, 1958
- T. (Toxorhina) trichorhyncha Edwards, 1926
- T. (Toxorhina) trilineata Alexander, 1936
- T. (Toxorhina) trilobata Alexander, 1938
- T. (Toxorhina) tuberculata Alexander, 1931
- T. (Toxorhina) violaceipennis Alexander, 1937
- T. (Toxorhina) westwoodi Brunetti, 1920